# دانشگاه ایالتی آرکانزاس
دانشگاه ایالتی آرکانزاس (به انگلیسی: Arkansas State University) معروف به ای اس یو (به انگلیسی: ASU)، تأسیس ۱۹۰۹، یکی از دانشگاه‌های ایالات متحده آمریکا بوده و در آرکانزاس واقع است.
این مؤسسه آموزش عالی ۱۷٬۷۹۵ دانشجو داشته و مناطق ۳ ایالت آرکنسا، تنسی، و میزوری را پوشش می‌دهد.

## شعبات
این دانشگاه ۱۰ شعبه در سرتاسر ایالت داشته، و در شهر جونزبورو مرکزیت دارد. دانشگاه در شهرهای دیگر ایالت پردیس‌هایی دارد، من‌جمله شهرهای پاراگولد، سرسی، بیبی، هبیر اسپرینگز، جکسونویل، مانتن هوم، نیوپورت، و مارکد تری.
دانشگاه ای اس یو همچنین با مراکزی همچون مرکز ملی پژوهش‌های برنج دیل بامپرز روابط پژوهشی دارد.

## رشته‌ها
این دانشگاه در چهار رشته تحصیلی مدارج دکترا ارائه می‌دهد:
- تربیت معلم
- حفاظت از محیط زیست
- میراث فرهنگی
- علوم مولکولی

همچنین این دانشگاه در ۱۶۸ رشته، مدارج کارشناسی، و در ۷۰ رشته کارشناسی ارشد، در ۱۱ دانشکده ارائه می‌دهد.
رشته‌های پر طرفدار این دانشگاه تجارت و بازرگانی، علوم رایانه‌ای، کشاورزی، و پرستاری می‌باشند. دانشکده ارتباطات دانشگاه همچنین یک شبکه رادیویی در شمال ایالت مخابره می‌کند.

## دانش‌آموختگان مشهور

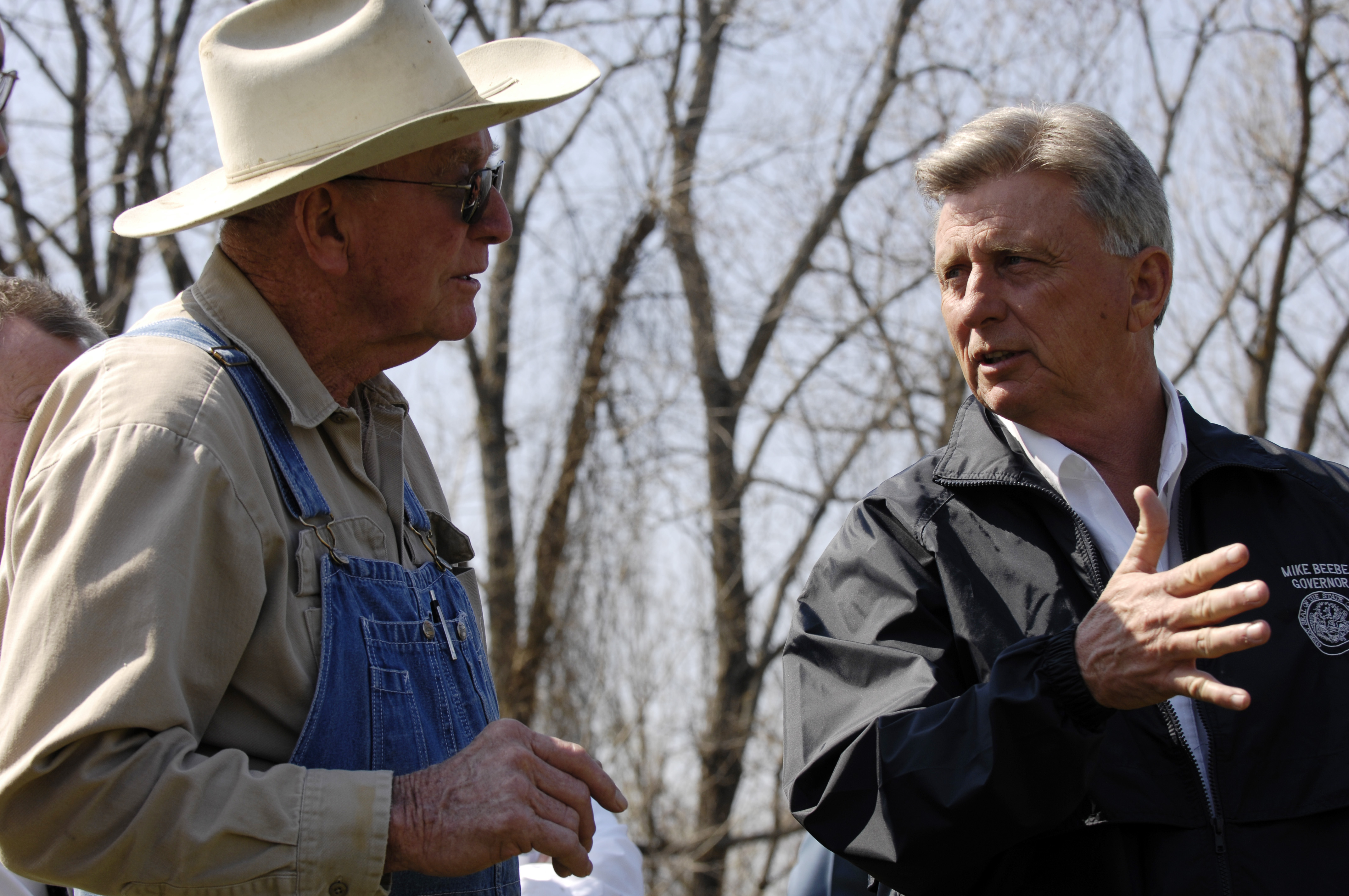
مایک بیب، فرماندار ایالت، دانش‌آموخته این دانشگاه است.

- دبی ترنر (Debbye Turner)، ملکه زیبایی آمریکا، سال ۱۹۹۰
- کِلی ساتل (Kellie Suttle)، دونده المپیک، مدال نقره دو ومیدانی بازی‌های پان امریکن سال ۱۹۹۹
- الفانزو جوینر (Al Joyner)، مدال طلای دو و میدانی بازی‌های المپیک تابستانی ۱۹۸۴
- جف هارتویگ (Jeff Hartwig)، قهرمان ملی دو و میدانی
- ارل بل (Earl Bell)، مدال برنز دو و میدانی بازی‌های المپیک تابستانی ۱۹۸۴
- مایک بیب (Mike Beebe)، فرماندار کنونی ایالت آرکنسا

## نگارخانه

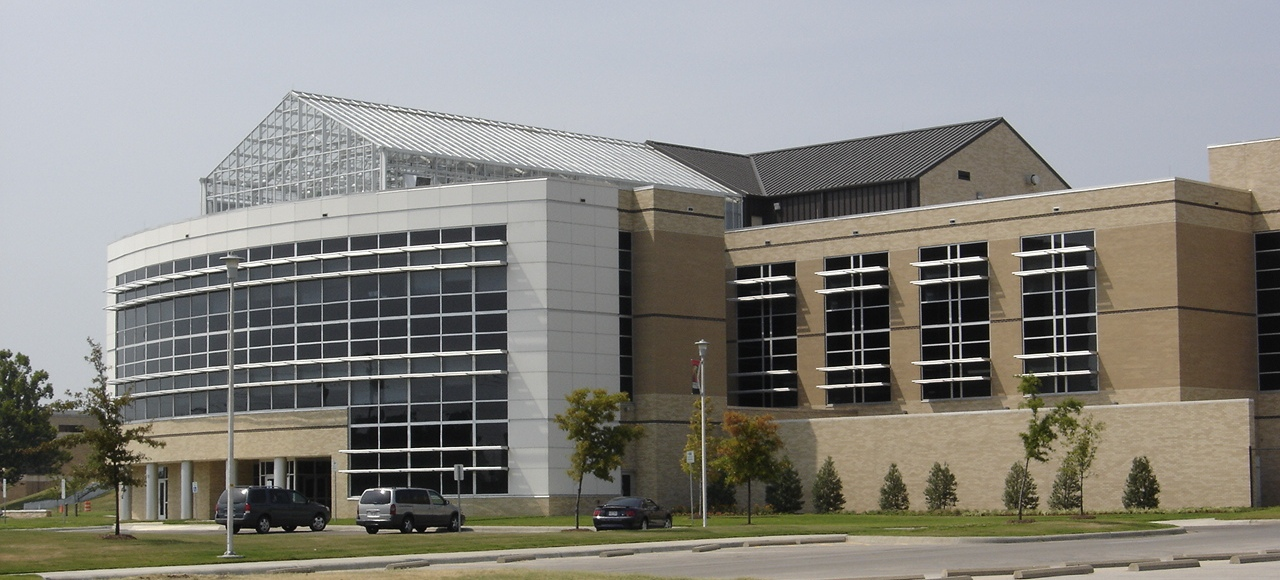
دانشکده علوم زیست-مولکولی
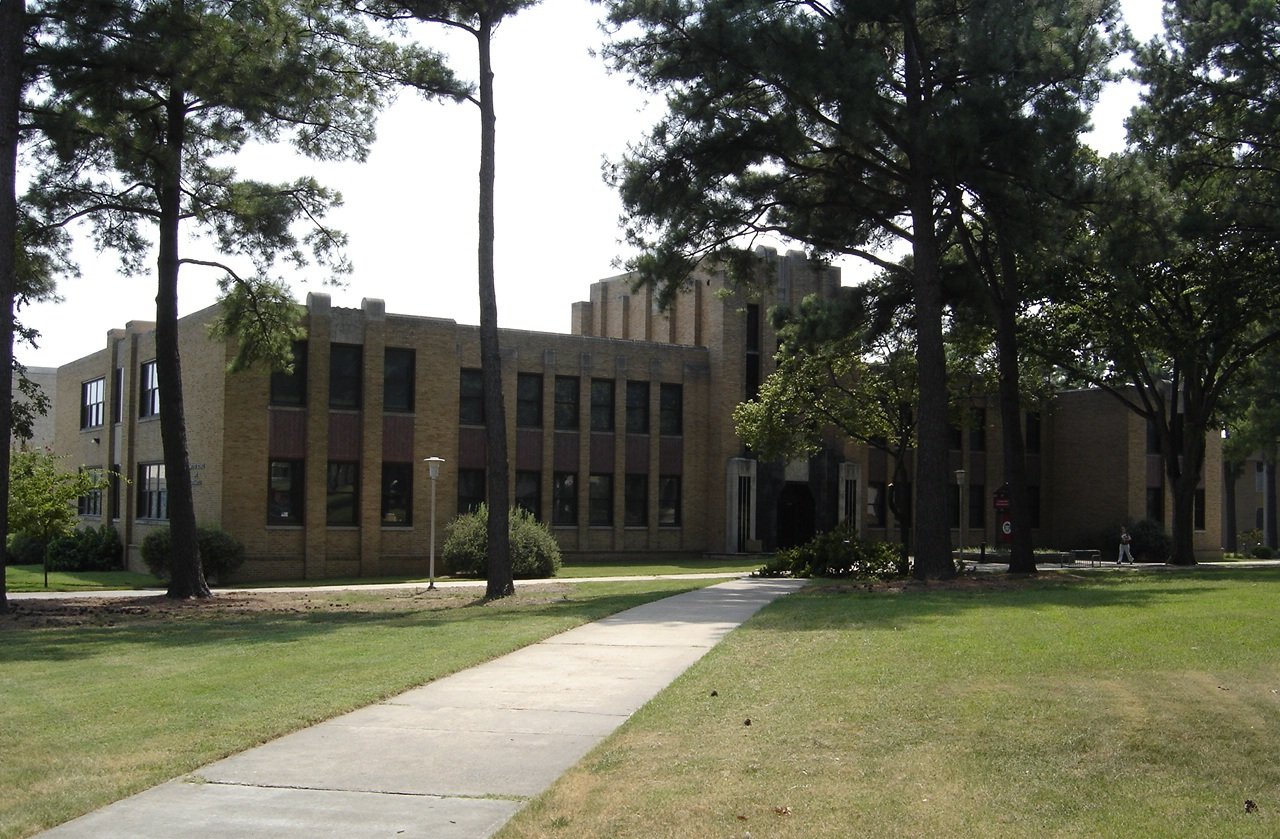
دانشکده ریاضی و علوم کامپیوتر
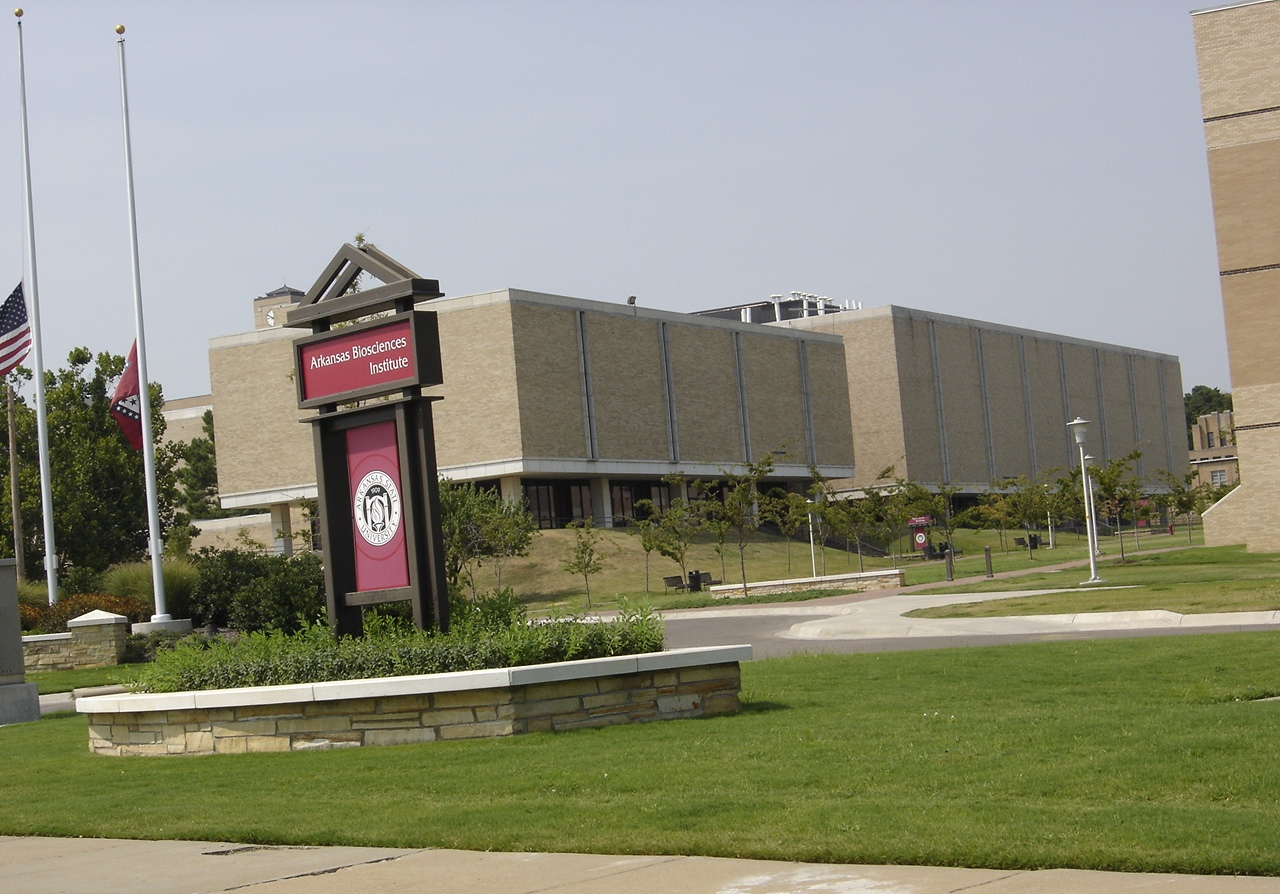
دانشکده کشاورزی
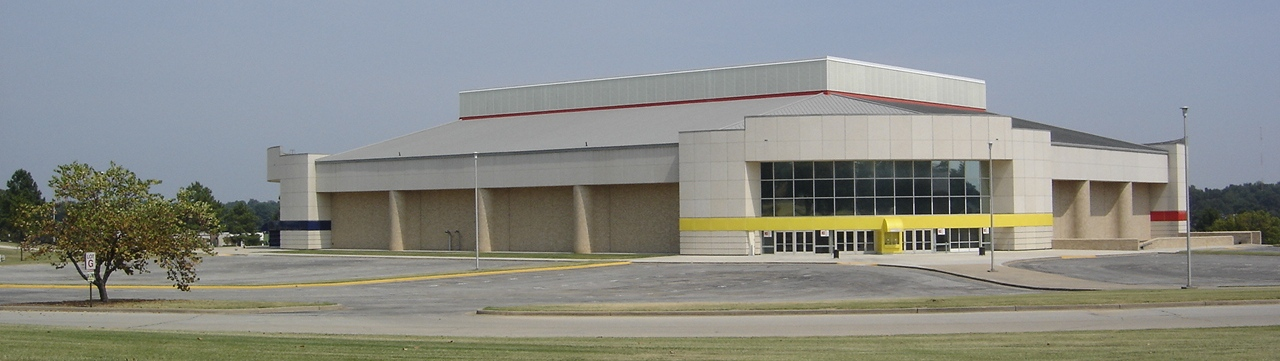
ورزشگاه سرپوشیده ۱۲۰۰۰ نفری دانشگاه
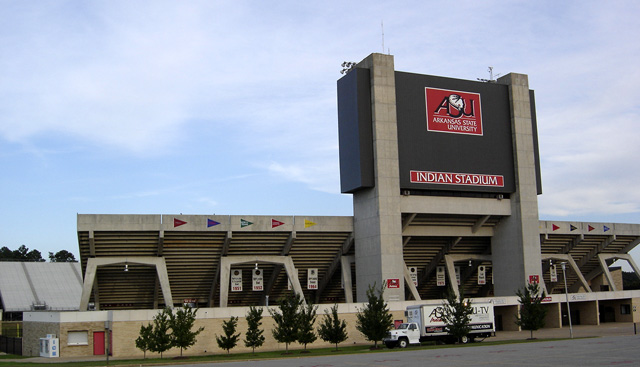
ورزشگاه ۳۱۰۰۰ نفری[۲] دانشگاه
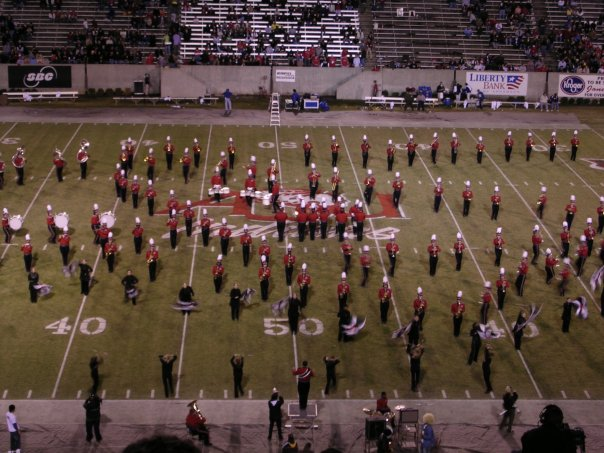
مراسم قبل از مسابقات فوتبال دانشگاه
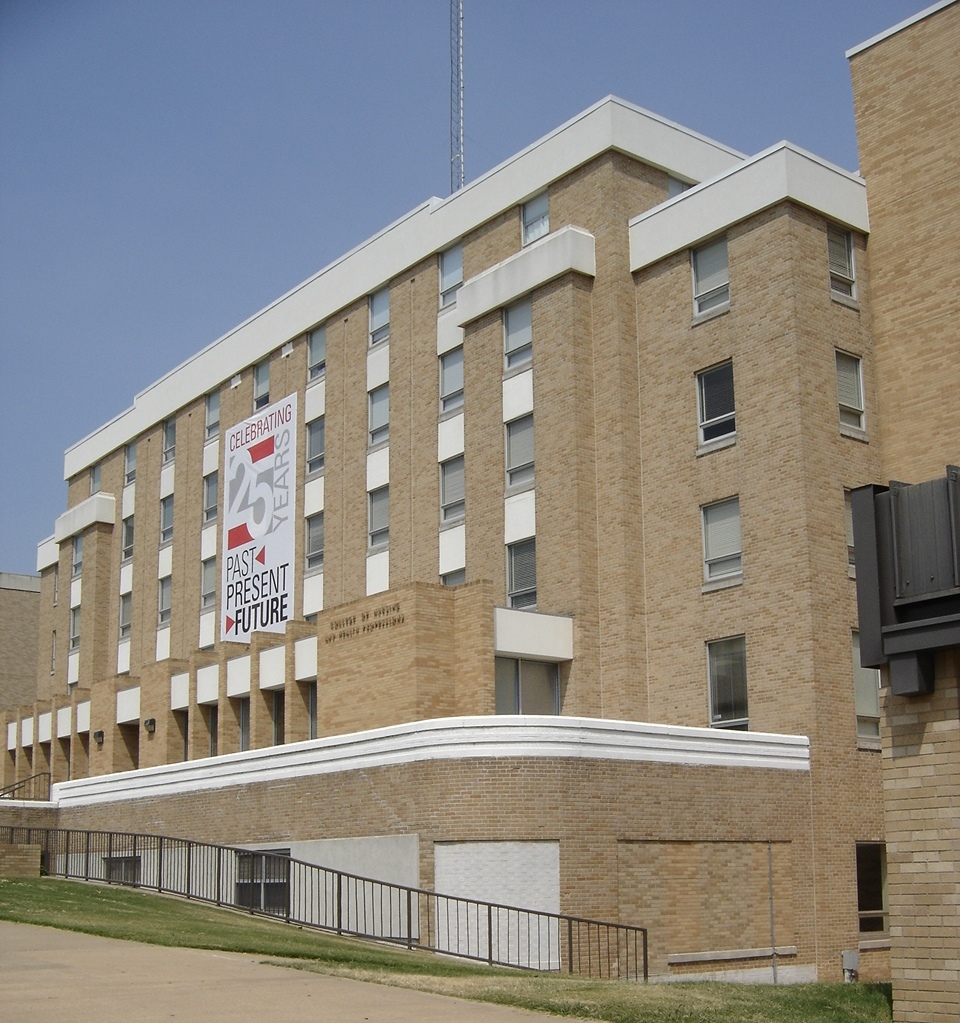
دانشکده پرستاری
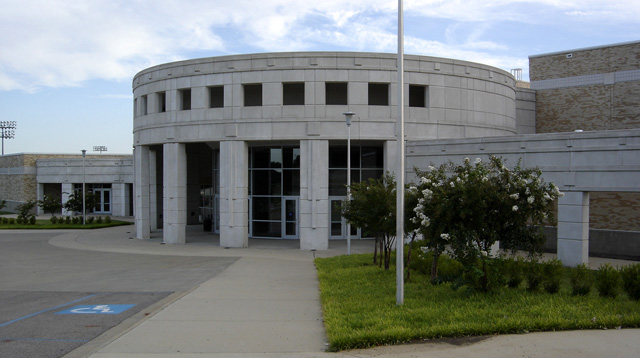
مرکز هنرهای نمایشی دانشگاه
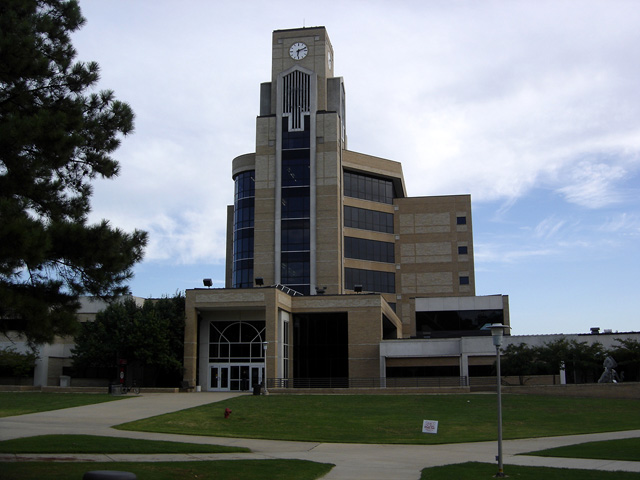
نمایی از کتابخانه مرکزی دانشگاه